# Karrada
Karrada (oder auch الكرادة al-Karrāda) ist ein Stadtteil von Bagdad im Irak. In ihm leben unterschiedliche Volksgruppen, die Mehrheit bilden aber Schiiten.

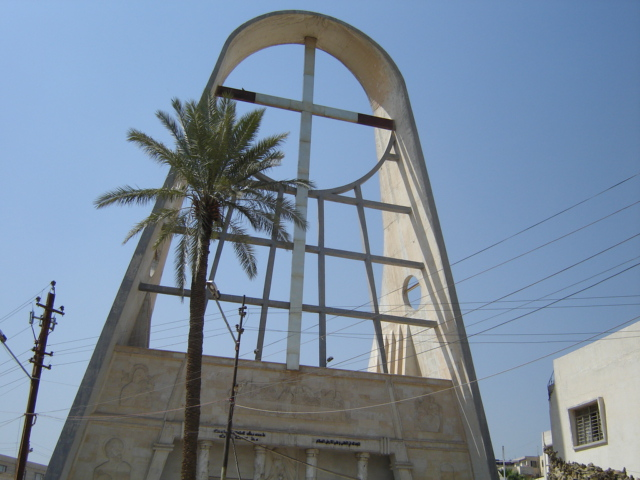
Die Sayidat-al-Nejat-Kathedrale (2010)

## Lage
Karrada liegt auf einer Halbinsel, die durch eine Schleife des Tigris gebildet wird. Dieser Umstand gibt dem Stadtteil ein besonderes Aussehen, weil er auf zwei Seiten vom Fluss begrenzt wird. Karrada nimmt den größeren Teil der Halbinsel ein. Einen kleineren Teil an der Spitze nimmt der Stadtteil Al-Jadriya ein, wo sich auch die Universität Bagdad befindet.

## Infrastruktur
In Karrada befindet sich mit der syrisch-katholischen Sayidat-al-Nejat-Kathedrale eine der größten Kirchen in Bagdad.
Außerdem befindet sich ein von Nonnen betriebenes Krankenhaus in Karrada.
Auch ein Zentrum der Antikorruptionsbehörde befindet sich in dem Stadtteil.

## Anschläge

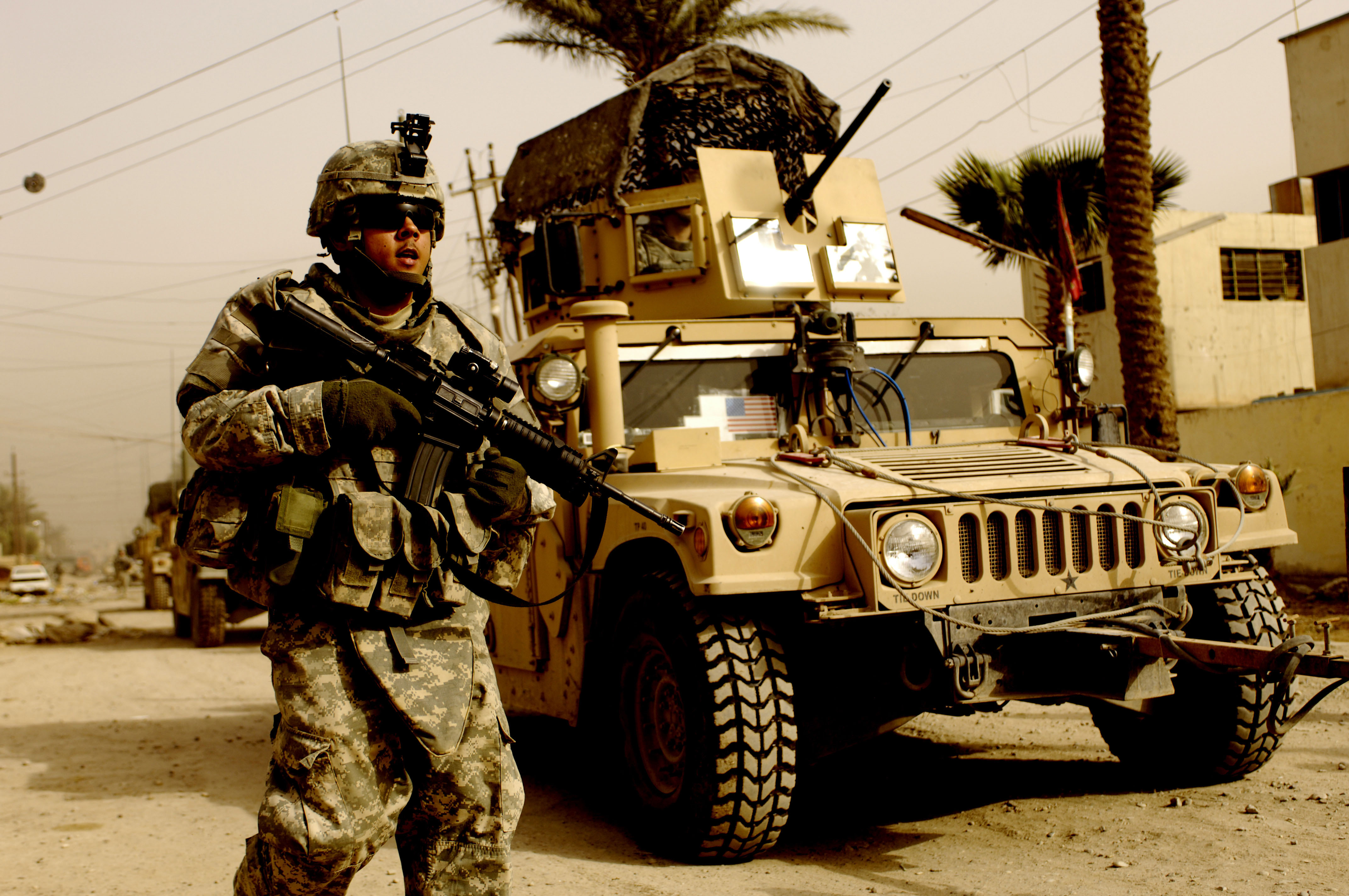
Patrouille der U.S. Army im Bagdader Stadtbezirk Karrada (2008)

Seit der Besetzung des Irak 2003 kam es in dem Stadtteil immer wieder zu Bombenanschlägen.

### 2006
Am 30. August tötet eine Bombe in Karrada zwei Menschen und verwundete 21 Personen. Der Anschlag war Teil einer größeren Serie von Anschlägen in Bagdad und Umgebung.

### 2010
Bei dem Anschlag auf die Sayidat-al-Nejat-Kathedrale in Bagdad 2010 kamen 68 Menschen ums Leben und circa 60 wurden verwundet.

### 2011
Der Stadtteil war von der Anschlagsserie in Bagdad am 22. Dezember 2011, die nur wenige Tage nach dem Abzug der Streitkräfte der Vereinigten Staaten stattfand, betroffen. Dabei starben bei einem Angriff auf die Antikorruptionsbehörde zwölf Menschen und 35 wurden verletzt. Ein von Nonnen betriebenes Krankenhaus auf der gegenüberliegenden Straßenseite wurde dabei schwer getroffen. Insgesamt explodierten in Karrada drei Autobomben. und es  starben mindestens 25 Menschen und über 62 wurden verletzt.

### 2012
Am 23. Februar 2012 explodierte eine Bombe während des Berufsverkehrs.

### 2016
Bei einem Autobombenanschlag der Terrororganisation Islamischer Staat (IS) am 3. Juli 2016 in einem Einkaufsviertel wurden mindestens 213 Menschen getötet und 300 weitere verletzt.